# Estepa
Estepa település Spanyolországban, Sevilla tartományban. Estepa Aguadulce, Osuna, El Rubio, Marinaleda, Herrera, Puente Genil, Casariche, Lora de Estepa, La Roda de Andalucía, Pedrera, Gilena, Écija és Santaella községekkel határos. Lakosainak száma 12 394 fő (2024).

## Népesség
A település népessége az elmúlt években az alábbi módon változott:
| Lakosok száma | 11 831 | 12 101 | 12 397 | 12 632 | 12 671 | 12 667 | 12 526 | 12 505 | 12 390 | 12 394 |
|               | 2001   | 2004   | 2007   | 2009   | 2012   | 2014   | 2017   | 2019   | 2022   | 2024   |

## Testvérvárosok
- Badia Polesine, Olaszország
- Bédarieux, Franciaország
- Corrientes, Argentína
- Piera, Spanyolország